# اچ‌دی‌ام‌اس هولستین
اچ‌دی‌ام‌اس هولستین (به انگلیسی: HDMS Holsteen) یک کشتی بود که طول آن ۴۸٫۶۵ متر (۱۵۹٫۶ فوت) بود. این کشتی در سال ۱۷۷۲ ساخته شد.